# Beccariola
Beccariola es un género de coleóptero de la familia Endomychidae.

## Especies
Las especies de este género son:
- Beccariola bakeri
- Beccariola brevicornis
- Beccariola cardoni
- Beccariola celebensis
- Beccariola coccinella
- Beccariola confusa
- Beccariola cruciata
- Beccariola duodecimpunctata
- Beccariola elongata
- Beccariola falcifera
- Beccariola fulgurata
- Beccariola laeta
- Beccariola longicornis
- Beccariola macra
- Beccariola macrospilota
- Beccariola major
- Beccariola nigricollis
- Beccariola octomaculata
- Beccariola orca
- Beccariola ovata
- Beccariola overbekci
- Beccariola pallida
- Beccariola papuensis
- Beccariola petiginosa
- Beccariola philippinica
- Beccariola selene
- Beccariola septemmaculata
- Beccariola sexmaculata
- Beccariola sikkimensis
- Beccariola subdita
- Beccariola suturalis
- Beccariola wallacei